# 沙利亚区
沙利亚区（羅馬化：Shalinskiy rayon）是俄罗斯斯维尔德洛夫斯克州的一个区，行政中心为市级镇沙利亚，面积4,852.2平方（1,873.4平方英里）。该区2021年人口有19,258人；2010年人口23,834；2002年人口26,019；1989年人口31,384。